# Van Stephenson
Van Stephenson (Hamilton, 4 novembre 1953 – Hamilton, 8 aprile 2001) è stato un cantante e chitarrista statunitense.
Entrò per sue volte nella Billboard Hot 100 negli anni ottanta come artista solista, per poi diventare il tenore per il gruppo country BlackHawk negli anni novanta. Scrisse anche singoli per altri artisti, tra cui i Restless Heart, i Signal per l'album Loud and Clear e i Giant con il brano Time To Burn.
Malato di tumore, si ritirò dalle scene nel 2000 e morì l'8 aprile 2001.

## Biografia
Stephenson nacque a Hamilton, nell'Ohio, ma si trasferì presto con la famiglia a Nashville, nel Tennessee. Dopo il conseguimento del diploma omologo della nostra scuola superiore, si iscrisse al seminario e divenne pastore di anime per la Chiesa protestante americana. Scrisse canzoni durante tutti gli anni settanta. Raggiunse il suo primo piazzamento in classifica grazie ai Crystal Gayle e al suo brano "Your Kisses Will" nel 1979. Stephenson scrisse in quegli anni brani per Kenny Rogers, Dan Seals, Janie Fricke e John Anderson. Assieme a Dave Robbins, scrisse anche brani per i Restless Heart.
Il suo primo disco solista uscì nel 1981 con titolo China Girl, a cui seguì nel 1984 Righteous Anger, che raggiunse piazzamento Billboard con "Modern Day Delilah" (#22) e "What the Big Girls Do" (#45). Il disco si piazzò infine alla posizione #54 della Billboard 200.
Nel 1986 Van Stephenson pubblicò Suspicious Heart, che non ottenne piazzamenti nonostante il singolo "We're Doing Alright" ma divenne colonna sonora per due film con le tracce "Make It Glamorous" (in The Wild Life) e "No Secrets" (in Secret Admirer).
Negli anni novanta Stephenson ritornò a comporre pezzi per altri artisti fino a che non accettò di cantare per la band country BlackHawk. Nel 2000 Van Stephenson lasciò il gruppo dopo che gli fu diagnositicato un tumore, che lo uccise l'8 aprile 2001.

## Discografia

### Album in studio
- 1981 - China Girl
- 1984 - Righteous Anger
- 1986 - Suspicious Heart

### Singoli
- 1984 - Modern Day Delilah
- 1984 - What the Big Girls Do
- 1986 - We're Doing Alright